# خیشکی
خیشکی (به چکی: Chyšky) یک منطقهٔ مسکونی در جمهوری چک است که در ناحیه پیسک واقع شده‌است. خیشکی ۳۰٫۲۹ کیلومتر مربع مساحت و ۱٬۰۸۴ نفر جمعیت دارد و ۶۶۶ متر بالاتر از سطح دریا واقع شده‌است.